# Mesoleius autumnalis
Mesoleius autumnalis är en stekelart som beskrevs av Woldstedt 1874. Mesoleius autumnalis ingår i släktet Mesoleius, och familjen brokparasitsteklar. Arten är reproducerande i Sverige.